# Episodi di Berlin Station (seconda stagione)
La 'seconda stagione' della serie televisiva Berlin Station, composta da 9 episodi, viene trasmessa sul canale statunitense Epix dal 15 ottobre al 3 dicembre 2017. Mentre in Italia è stata pubblicata il 3 gennaio 2018 su TIMvision.
| n° | Titolo originale                | Titolo italiano                | Prima TV USA     | Pubblicazione Italia |
| -- | ------------------------------- | ------------------------------ | ---------------- | -------------------- |
| 1  | Everything's Gonna Be Alt-Right | Andrà tutto bene               | 15 ottobre 2017  | 3 gennaio 2018       |
| 2  | Right Here, Right Now           | Fate entrare quello giusto     | 15 ottobre 2017  | 3 gennaio 2018       |
| 3  | Right to the Heart              | Dritto al cuore                | 22 ottobre 2017  | 3 gennaio 2018       |
| 4  | Do the Right Thing              | Fa' la cosa giusta             | 29 ottobre 2017  | 3 gennaio 2018       |
| 5  | Right of Way                    | Diritto di accesso             | 5 novembre 2017  | 3 gennaio 2018       |
| 6  | The Right Hook                  | Ultimo atto                    | 12 novembre 2017 | 3 gennaio 2018       |
| 7  | Right and Wrong                 | Giusto e sbagliato             | 19 novembre 2017 | 3 gennaio 2018       |
| 8  | The Righteous One               | Il virtuoso                    | 26 novembre 2017 | 3 gennaio 2018       |
| 9  | Winners Right the History Books | I vincitori scrivono la storia | 3 dicembre 2017  | 3 gennaio 2018       |